# 컨버전스 마케팅
컨버전스 마케팅(convergence marketing)이란 서로 다른 산업 간의 제휴를 통해 마케팅을 하는 방법을 의미한다. 이 과정에서 각 회사는 제휴관계의 회사의 상품을 추천하거나, 결합상품을 제시하는 경우가 있다.  클라우드나인크리에이티브, 삼성SDS, 엔스퍼트 등이 현재 이러한 제휴 마케팅을 진행하고 있다.

## 장점
해당 마케팅의 장점은 특정 기업이 제휴 관계의 기업의 고객을 공유함으로써 새로운 이익을 창출할 수 있다는 점이다. 이 과정에서 고객의 로열티를 흡수하고, 기업 차원에서 이를 재창출의 기회로 삼을 수 있다.

## 책
- 요람 윈드 (2004). "컨버전스 마케팅." 위즈덤아카데미. ISBN 9788995329856.